# Kapi za oči
Kapi za oči su izotonične otopine natrijevog klorida i određenog lijeka koje se unosi neposredno u oko. Ovisno o bolestima koje liječe, mogu sadržavati steroide (npr. midrijatike, deksametazon), antihistaminike, simpatomimetike, beta blokatore, parasimpatomimetike (npr. pilokarpin), parasimpatolitike (npr. tropikamid ili atropin), prostaglandine, nesteroidne antiimflamantorne lijekove (NAIL) ili topičke (lokalne) anestetike.
 
Kapi za oči ponekad ne sadrže nikakve lijekove u sebi, već samo služe za vlaženje oka i nadomještanje suza, a mogu sadržavati i tvari protiv crvenila oka i slično.
Jedan od neželjenih učinaka unošenja kapi za proširenje zjenica (midrijaza) jest nepodnošenje jakog svjetla. 
Pretjerana upotreba kapi za oči može uzrokovati smanjenje prirodnog vlaženja očiju, što onda uzrokuje povećanu ovisnost o kapima.